# ショーン・リード＝フォーリー
ショーン・イアン・リード＝フォーリー（Sean Ian Reid-Foley, 1995年8月30日 - ）は、アメリカ合衆国グアム島アガニャ・ハイツ出身のプロ野球選手（投手）。右投右打。現在は、アリゾナ・ダイヤモンドバックス傘下所属。

## 経歴

### プロ入りとブルージェイズ時代

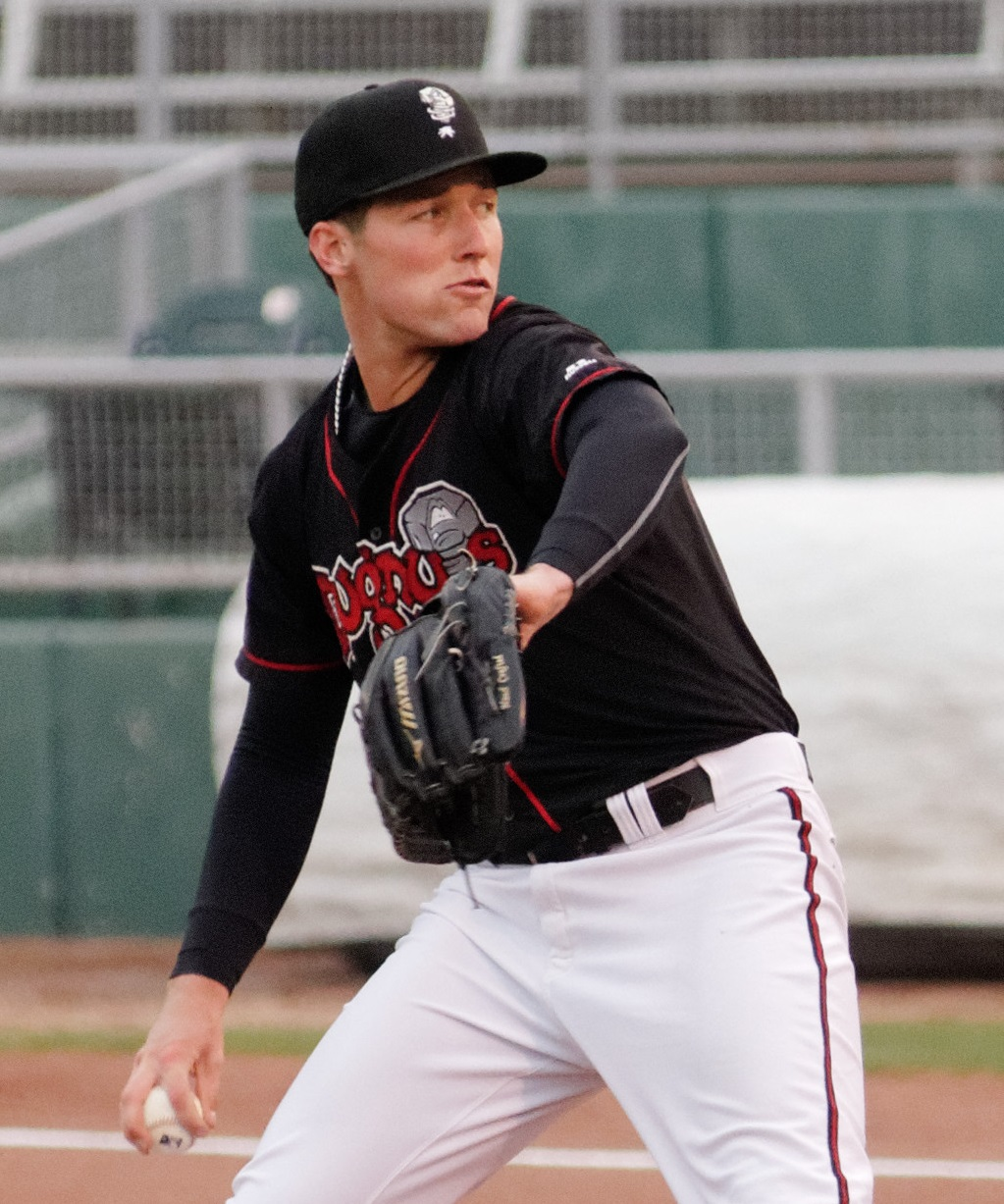
A級ランシング時代
(2016年4月22日)

2014年のMLBドラフト2巡目（全体49位）でトロント・ブルージェイズから指名され、プロ入り。6月27日に傘下のルーキー級ガルフ・コーストリーグ・ブルージェイズでプロ初登板を果たした。9月3日にプレーオフに進出したA-級バンクーバー・カナディアンズに昇格した。だが、本人はプレーオフに出場していない。
2015年はA級ランシング・ラグナッツとA+級ダニーデン・ブルージェイズでプレーし、2球団合計で25試合に先発登板して4勝10敗・防御率4.22・125奪三振の成績を残した。
2016年もA級ランシングとA+級ダニーデンでプレーし、2球団合計で21試合に先発登板して10勝5敗・防御率2.81・130奪三振の成績を残した。
2017年はAA級ニューハンプシャー・フィッシャーキャッツでプレーし、27試合に先発登板して10勝11敗・防御率5.09・122奪三振の成績を残した。
2018年は開幕をAA級ニューハンプシャーで迎えた。AAA級バッファロー・バイソンズを経て8月13日にメジャー契約を結んでアクティブ・ロースター入りした。メジャーデビューとなった同日のカンザスシティ・ロイヤルズ戦では、先発して5回3失点で敗戦投手となった。なお、この試合ではバッテリーを組んだ捕手のダニー・ジャンセンもメジャーデビューした。先発出場のバッテリーが同時にメジャーデビューしたのは、アメリカンリーグでは1967年のボストン・レッドソックスのビリー・ロアとラス・ギブソンのコンビ以来、51年ぶりだった。9月2日のマイアミ・マーリンズ戦で、7回1失点で10奪三振を記録し、メジャー初勝利投手になった。9月15日に、球団初となる5先発で31奪三振を記録し、新人としても球団2回目となる2桁奪三振を記録した選手となった。レギュラーシーズンでは、7先発で33回と1/3回を投げ、2勝・4敗・42奪三振を記録する一方で、21四球と制球難も露呈した。
2019年は9登板(6先発)で2勝4敗で31回と2/3回を記録した。
2020年からは中継ぎに転向。この年は短縮シーズンとなった中で5試合に登板して1勝無敗、防御率はこの時点でのキャリアハイとなる1.35、6奪三振を記録した。

### メッツ時代
2021年1月27日にスティーブン・マッツとのトレードで、イェンシー・ディアス、ジョシュ・ウィンコウスキーと共にニューヨーク・メッツへ移籍した。移籍初年度となったこの年は12試合に登板して2勝1敗、防御率5.23、26奪三振を記録した
2022年は7試合の登板に留まり、防御率も5.40と前年より悪化した。
2023年も8試合の登板に留まったが、防御率は3.52と前年よりは改善した。また、プロ初ホールドを含む3ホールドを記録した。
2024年は開幕から故障に悩まされたとはいえ、最終的にはこの時点でのキャリアハイとなる23試合に登板して防御率1.66、前年を上回る4ホールドを記録した (勝敗自体は1勝2敗の負け越し)。
2025年はAAA級シラキュースで開幕を迎えたがメジャーに昇格することは無く、5月23日に自由契約となった。

### ダイヤモンドバックス傘下時代
2025年5月29日にアリゾナ・ダイヤモンドバックスとマイナー契約を結んだ。

## 投球スタイル
最速96.8mph（約155.8km/h）の速球にスライダーとチェンジアップを交える。

## 詳細情報

### 年度別投手成績
| 年 度    | 球 団    | 登 板 | 先 発 | 完 投 | 完 封 | 無 四 球 | 勝 利 | 敗 戦 | セ 丨 ブ | ホ 丨 ル ド | 勝 率 | 打 者 | 投 球 回 | 被 安 打 | 被 本 塁 打 | 与 四 球 | 敬 遠 | 与 死 球 | 奪 三 振 | 暴 投 | ボ 丨 ク | 失 点 | 自 責 点 | 防 御 率 | W H I P |
| -------- | -------- | ----- | ----- | ----- | ----- | -------- | ----- | ----- | -------- | ----------- | ----- | ----- | -------- | -------- | ----------- | -------- | ----- | -------- | -------- | ----- | -------- | ----- | -------- | -------- | ------- |
| 2018     | TOR      | 7     | 7     | 0     | 0     | 0        | 2     | 4     | 0        | 0           | .333  | 150   | 33.1     | 31       | 6           | 21       | 0     | 1        | 42       | 3     | 0        | 23    | 19       | 5.13     | 1.56    |
| 2019     | TOR      | 9     | 6     | 0     | 0     | 0        | 2     | 4     | 0        | 0           | .333  | 150   | 31.2     | 33       | 5           | 21       | 0     | 2        | 28       | 3     | 0        | 20    | 15       | 4.26     | 1.71    |
| 2020     | TOR      | 5     | 0     | 0     | 0     | 0        | 1     | 0     | 0        | 0           | 1.000 | 30    | 6.2      | 3        | 0           | 6        | 1     | 0        | 6        | 0     | 0        | 3     | 1        | 1.35     | 1.35    |
| 2021     | NYM      | 12    | 0     | 0     | 0     | 0        | 2     | 1     | 0        | 0           | .667  | 92    | 20.2     | 22       | 3           | 9        | 2     | 0        | 26       | 1     | 0        | 15    | 12       | 5.23     | 1.50    |
| 2022     | NYM      | 7     | 0     | 0     | 0     | 0        | 0     | 0     | 0        | 0           | ----  | 44    | 10.0     | 7        | 1           | 7        | 0     | 1        | 8        | 0     | 0        | 6     | 6        | 5.40     | 1.40    |
| 2023     | NYM      | 8     | 0     | 0     | 0     | 0        | 0     | 1     | 0        | 3           | .000  | 34    | 7.2      | 4        | 0           | 6        | 0     | 0        | 16       | 0     | 0        | 3     | 3        | 3.52     | 1.30    |
| 2024     | NYM      | 23    | 0     | 0     | 0     | 0        | 1     | 2     | 0        | 4           | .333  | 90    | 21.2     | 13       | 0           | 14       | 0     | 0        | 25       | 1     | 0        | 10    | 4        | 1.66     | 1.25    |
| MLB：7年 | MLB：7年 | 71    | 13    | 0     | 0     | 0        | 8     | 12    | 0        | 7           | .400  | 590   | 131.2    | 113      | 15          | 84       | 3     | 4        | 151      | 8     | 0        | 80    | 60       | 4.10     | 1.50    |

- 2024年度シーズン終了時

### 年度別守備成績
| 年 度 | 球 団 | 投手（P） | 投手（P） | 投手（P） | 投手（P） | 投手（P） | 投手（P） |
| 年 度 | 球 団 | 試 合     | 刺 殺     | 補 殺     | 失 策     | 併 殺     | 守 備 率  |
| ----- | ----- | --------- | --------- | --------- | --------- | --------- | --------- |
| 2018  | TOR   | 7         | 0         | 3         | 0         | 0         | 1.000     |
| 2019  | TOR   | 9         | 0         | 4         | 0         | 0         | 1.000     |
| 2020  | TOR   | 5         | 0         | 1         | 0         | 0         | 1.000     |
| 2021  | NYM   | 12        | 0         | 2         | 1         | 0         | .667      |
| 2022  | NYM   | 7         | 0         | 0         | 0         | 0         | ----      |
| 2023  | NYM   | 8         | 0         | 0         | 0         | 0         | ----      |
| MLB   | MLB   | 48        | 0         | 10        | 1         | 0         | .909      |

- 2023年度シーズン終了時

### 背番号
- 54（2018年 - 2020年）
- 61（2021年 - 2024年）